# Jaroslav Vlček
Jaroslav Vlček, född 22 januari 1860 i Banská Bystrica, död 21 januari 1930 i Prag, var en slovakisk-tjeckisk litteraturhistoriker.
Vlček blev 1901 professor i tjeckisk litteraturhistoria vid Karlsuniversitetet i Prag. Han författade en slovakisk litteraturhistoria, Dějiny literatury slovenskej (1881; ny upplaga 1890) och Dějiny literatury české (1897–1921) samt medverkade i samlingsverket Literatura česká XIX stolěti.